# 马克·吕布
马克·吕布（法語：Marc Riboud，1923年6月24日—2016年8月30日），法国摄影家，以来自东方的延伸报道而著称：《The Three Banners of China》、《Face of North Vietnam》、《Visions of China》，以及《In China》。

## 生平
吕布出生在法国圣热尼拉瓦勒，就讀於里昂的中学，十四岁的时候（1937年）他第一次拍摄照片。1943年到1945年，他积极从事于法国抵抗运动，1945年到1948年，吕布在中央理工学习工程。1951年前，吕布在里昂的工厂内当一名工程师，此后他成为一名自由摄影师，1952年，吕布前往巴黎，与玛格南图片社的创始人亨利·卡蒂尔-布雷松、罗伯特·卡帕会面。吕布擅长通过高超的构图，把握生活中的精彩瞬间。吕布经常使用莱卡M6旁轴胶片相机与35毫米镜头拍摄。
1957年，吕布成为前往中国的极少数欧洲摄影师之一，1968年、1972年以及1976年，他对北越作了数次新闻报道，而后游历世界各地，但主要在亚洲、非洲以及美国。

## 作品
吕布的照片在许多杂志上都有过登载，包括生活、Géo、国家地理、Paris-Match、Stern等。他曾两次获得Overseas Press Club Award，并在巴黎市立近代美术馆、纽约的摄影国际中心（ICP）办过回顾展。
吕布最著名的照片之一是Eiffel Tower Painter，拍摄于1953年的巴黎。这张照片描绘了一个正在粉刷建筑物的工人，他的造型就像是栖息于塔间的舞者，巴黎城在照片背景中若隐若现。吕布的照片中常出现单独的人物。在安卡拉，中心的人物剪影映衬着工业背景；在法国，一个男子躺在地上。垂直构图强调了风景、树、天空、水，还有吹拂着的草丛，所有这一切，都围绕着人物而展开。
吕布见证了战争的残暴（在越战中他曾对越南和美国都做过拍摄）、文化的倒退（中国毛泽东时期的文化大革命）。但是吕布将镜头对准了日常生活的脚步，展现世界的各个层面，包括孩童在巴黎每天的嬉戏。

## 作品集
- Women of Japan
- Le Bon Usage du monde
- Three Banners of China
- Faces of North Vietnam
- Bangkok
- Chine: Instantanés de Voyage
- Marc Riboud, photos choisies
- Marc Riboud: Journal
- Marc Riboud: l'embarras du choix
- Photo Poche 37: Marc Riboud
- Huang Shan
- Le Grand Louvre
- Angkor: Sérénité bouddhique
- In China
- Marc Riboud In China: Forty Years of Photography

## 展览
- 1963年，Marc Riboud（The Art Institute，芝加哥）
- 1966年，China（Institute of Contemporary Art，伦敦）
- 1967年，China（The Photographers Gallery，伦敦）
- 1974年，Marc Riboud（The Photographers Gallery，伦敦）
- 1975年，Nord Vietnam（Rote Fabrik，苏黎世）
- 1975年，Marc Riboud（International Centre of Photography，纽约）
- 1977年，Marc Riboud（Galerie Municipale，图卢兹）
- 1978年，Marc Riboud（Galerie Agathe Gaillard，巴黎）
- 1981年，From China & Elsewhere（Gallery Photograph，纽约）
- 1981年，China（The Photographers Gallery，伦敦）
- 1982年，China（Galerie Photo，日内瓦）
- 1984年，Hommage a Marc Riboud（Centre d’action culturelle and ‘China’ Galerie ACPA, 波尔多）
- 1985年，Retrospective（Musee d’Art moderne de la Ville，巴黎）
- 1988年，Marc Riboud（Galerie Agathe Gaillard，巴黎）
- 1988年，Marc Riboud（International Centre of Photography，巴黎）
- 1996年，China, Travelling Exhibition（Centre National de Photographie，巴黎 - Barbican，伦敦 - International Centre of Photography，纽约）

## 來源
1. ↑  . 澎湃新闻. 2016-08-31  [2016-08-31]. （原始内容存档于2016-09-04）. （页面存档备份，存于）
2. ↑  . New York Times. 2016-09-01  [2016-08-31]. （原始内容存档于2016-08-31）. （页面存档备份，存于）